# Craterocephalus gloveri
Craterocephalus gloveri és una espècie de peix pertanyent a la família dels aterínids.

## Descripció
- Pot arribar a fer 5,2 cm de llargària màxima.[5][6]

## Alimentació
És omnívor.

## Hàbitat
És un peix d'aigua dolça, bentopelàgic i de clima subtropical.

## Distribució geogràfica
Es troba a Austràlia: Dalhousie Springs (el nord d'Austràlia Meridional).

## Observacions
És inofensiu per als humans.